# Las Coloradas (Argentina)

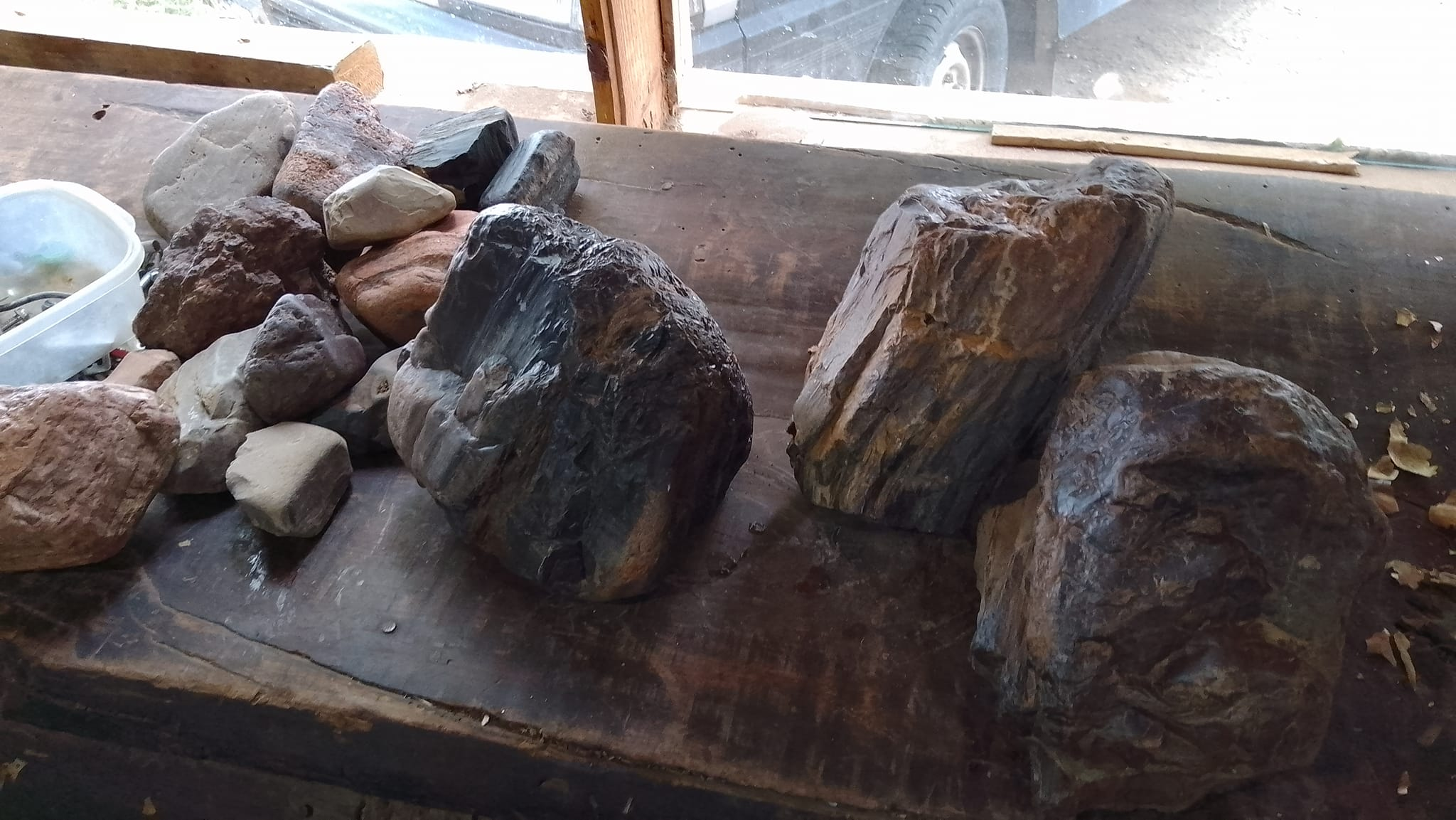

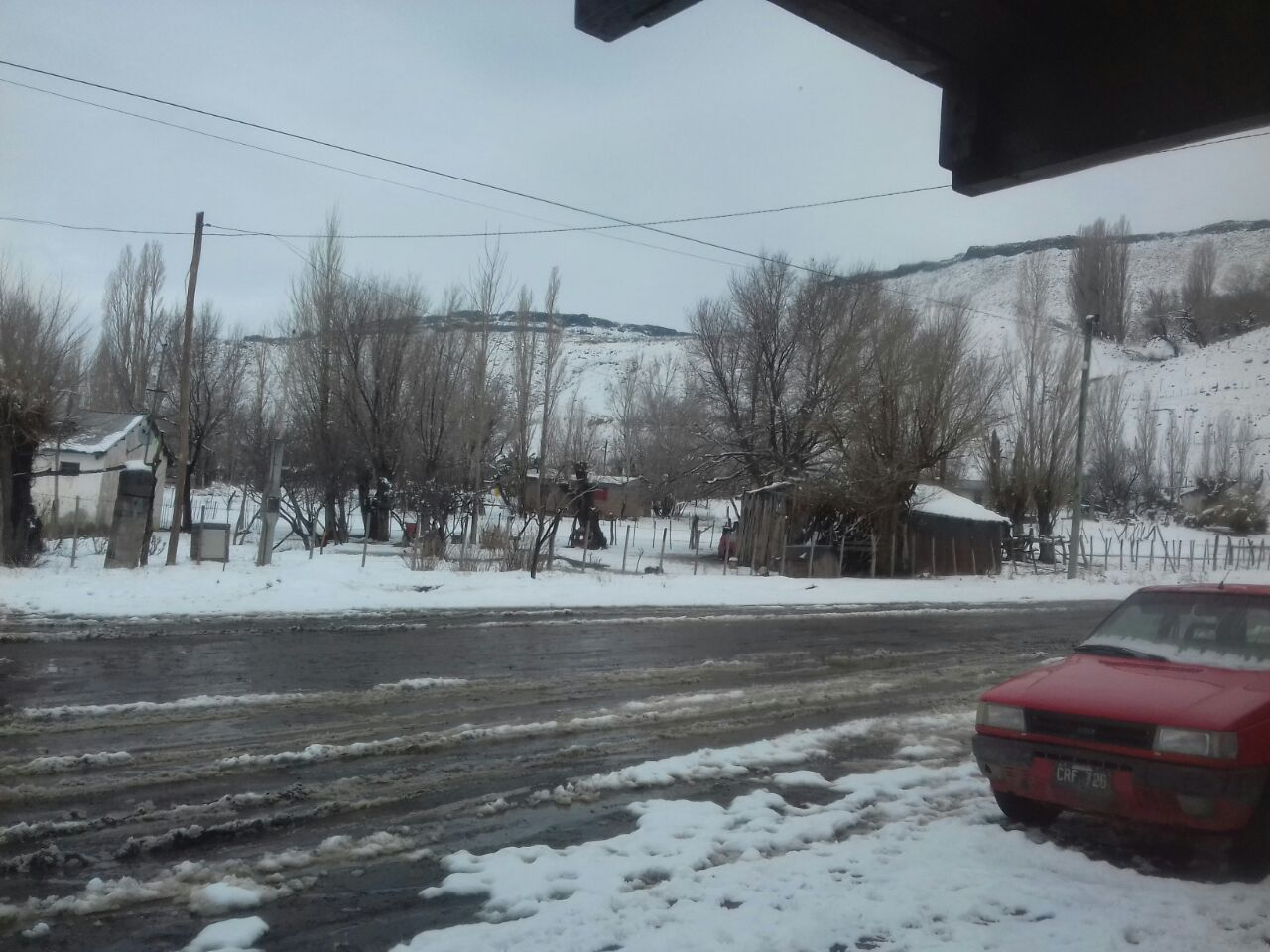
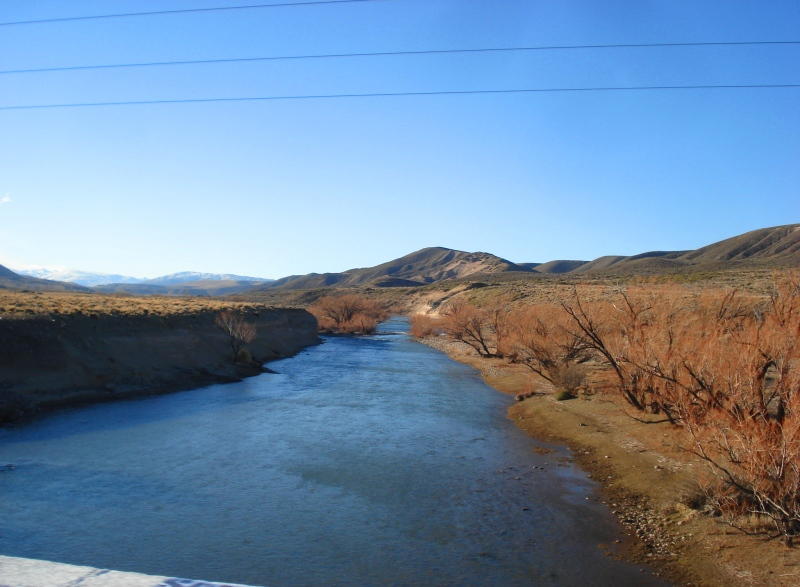
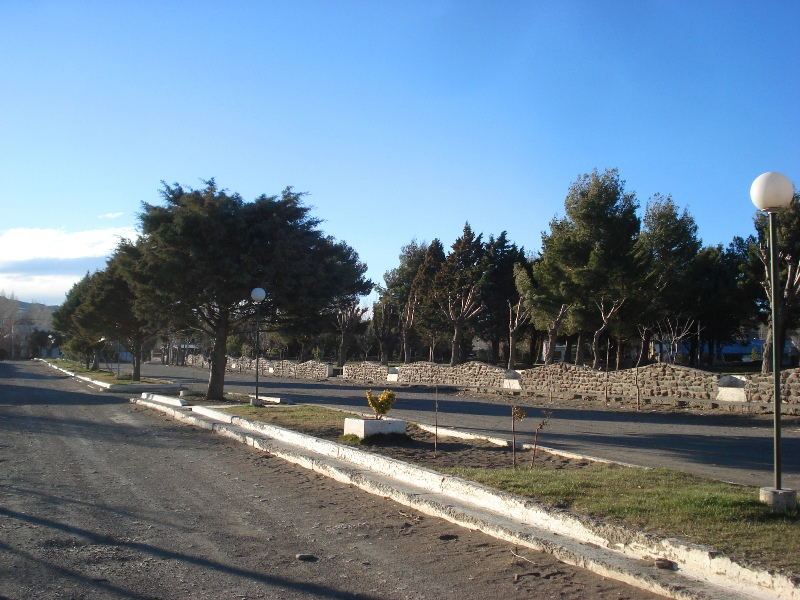

Las Coloradas es una localidad ubicada en el sudoeste de la provincia del Neuquén, Argentina. Forma parte del departamento Catán Lil, siendo su cabecera o capital departamental y se encuentra a 320 km de la ciudad de Neuquén.
La Ruta Nacional 40 la comunica con Zapala (140 km al noreste) y con Junín de los Andes (90 km al sureste). La ruta provincial 24 empalma con la 40 en el paraje Catan Lil y es el acceso directo al municipio a través de 20 km de ripio. La misma ruta provincial 24 la conecta a Zapala, por el norte, vía empalme con la Ruta Provincial 46. Por este última ruta, la distancia entre Las Coloradas y Zapala es de 114 km. Estas condiciones implican un aislamiento relativo y una distancia a centros comerciales, administrativos y de servicios que encarece todas las actividades.3
fotos

## Población
Contó con 880 habitantes (Indec, 2010), lo que representó un incremento del 6,7% frente a los 818 habitantes (Indec, 2001) del censo anterior. La población se compuso de 456 varones y 424 mujeres, lo que arrojó un índice de masculinidad del 107.55%. En tanto, las viviendas pasaron de a ser 196 a 311.
Según el censo 2022 se conoció una población dentro del municipio de 1213 habitantes y 428 viviendas.Este dato situó a la localidad como el tercer municipio de tercera categoría más poblado de la provincia. Además, el censo dio a conocer datos de su composición poblacional (525 hombres 556 mujeres), población urbana sin población rural dispersa o localidades dispersas en el municipio (1081) densidad y área urbana.
| Gráfica de evolución demográfica de Las Coloradas entre 1991 y 2022 |
|                                                                     |
| Fuente: Censos nacionales del INDEC                                 |

## Toponimia
Las Coloradas es el único municipio del departamento de Catan Lil. Está rodeada de estancias privadas y comunidades mapuches. No hay un acuerdo sobre el origen del nombre; la versión oficial y más difundida dice que proviene del año 1912, cuando Don Manuel de Villalba, arrió desde Mercedes, provincia de Buenos Aires el primer arreo de vacas coloradas (raza Hereford, muy rústicas y adaptables a estas condiciones de suelo y clima). La gran cantidad de ganado “colorado” en estas tierras le habría dado el nombre.
Por otra parte, un grupo de historia conformado por vecinos relató, “uno de los primeros habitantes de la zona criaba caballos y los tenía separados en grandes lotes, a uno de los lotes lo llamó Pampa de Las Overas a otro Pampa de los Mala Cara, a otro Pampa de los Rosillos y finalmente Pampa de Las Coloradas –donde criaba animales de pelaje colorado- coincidentemente con la zona donde tiempo después se creó la localidad”. Cabe aclarar que en la actualidad mantienen los nombres Pampa de los Malacara y Pampa de las Overas.
La última de las versiones cuenta que la familia Zingoni, uno de los primeros habitantes de la zona y comerciantes destacados, en un principio compraban cueros, lanas, etc. y con el tiempo compraron también tierras y animales. Esta familia poseía tres estancias muy conocidas, La Verde, La Blanca y la tercera era La Colorada y su ubicación coincidiría con el lugar donde actualmente está el pueblo. Esos colores coinciden con los de la bandera italiana, de cuyo origen era la familia Zingoni.

## Economía
La población del departamento se dedica casi exclusivamente a la actividad ganadera, solamente en Las Coloradas hay actividad comercial de alcance local.
Además cuentan con un Programa de Desarrollo Local donde se ha priorizado Desarrollo Productivo orientado a la producción hortícola para el consumo local, producción avícola y apícola.

## Educación
La localidad cuenta con jardín de infantes, escuela primaria, secundaria y centro de Formación Profesional y albergue provincial. Asimismo el departamento cuenta con 11 escuelas primarias, 3 de ellas albergue en distintos parajes rurales (Agua Del Overo, Aguada Del Florencio, Bajada De Los Molles, Chacayco, Costa Del Catan Lil, El Salitral, El Sauce, Las Cortaderas, Media Luna, Pilolil, Puente Picún Leufú), cabe aclarar que si bien los parajes no dan cuenta la población atendida es fundamentalmente mapuche.
Fundación Hueché (en lengua mapuche significa “Gente Joven, Hombre Nuevo”)
La Fundación Hueché es una organización creada en 1984, por impulso del obispo De Nevares que apoya a las comunidades del Pueblo Mapuche en la localidad de Las Coloradas. Comienzan por poner una escuela albergue en Las Coloradas, Departamento Catan Lil, provincia del Neuquén. En ese departamento existen 7 agrupaciones indígenas, estando todas comunicadas con la población de Las Coloradas por caminos o huellas vecinales. La escuela tenía como objetivo la implementación de cursos regulares de agricultura y ganadería, tractorista, mecánica agrícola, construcciones rurales, carpintería, herrería, electricidad y mantenimiento agrícola; al mismo tiempo se inicia un proceso de educación popular con el objetivo de fortalecer la cultura mapuche – campesina. La idea era que la escuela fuera pública (del Estado) y que la fundación la apoyara como una cooperadora. En la actualidad la escuela está gestionada por el Pueblo Mapuche.
En 1987 se puso en marcha el Centro de Educación Agrícola (Las Coloradas) que comenzó realizando tareas de educación popular y extensión agropecuaria en 6 agrupaciones indígenas de la zona (Cayupán, Cayulef, Rams, Paineo, Zúñiga y Felipín), asesorando a las comunidades en sus conflictos, reforzando los derechos indígenas.
El objetivo de la Fundación es la educación integral y la promoción social, entendiendo por tal la formación permanente de las comunidades rurales en el ámbito cultural, sanitario, económico y religioso, fomentando el arraigo, la ayuda mutua y el esfuerzo propio, la conciencia de la propia dignidad y el respeto de las tradiciones autóctonas entroncadas en el ser nacional. En particular, favorecer el desarrollo social, cultural y productivo del poblador rural, principalmente aborigen, en forma autogestionaria y desarrollar emprendimientos con las Comunidades en el área de la Educación Popular y la producción para el autoconsumo y la comercialización. Las tecnologías aportadas son:
(a) Mejoramiento caprino para carne y leche y (b) Teñido natural de lana y pelo.

## Salud
El municipio cuenta con el Hospital Carlos A. Potente de Las Coloradas pertenece a la zona sanitaria IV, Hospital Cabecera Ramón Carrillo San Martin de los Andes. En el departamento hay 7 establecimientos sanitarios de complejidad I (Postas Sanitarias), en total el sistema cuenta con 57 agentes, conformado por 4 médicos, 15 enfermeros,2 odontólogos, 2 radiólogas, gabinete de psicosocial. Además de contar con una dotación de 12 camas.

## Película
En junio de 1996, Adrián Tammone y Mariela LLoréns Giorgio, realizaron el video documental Cayupán desarrollando la problemática de algunas comunidades Mapuches.

## Parroquias de la Iglesia católica en Las Coloradas
| Diócesis  | Neuquén                         |
| --------- | ------------------------------- |
| Parroquia | Nuestra Señora de las Coloradas |